# Rotnackentrogon
Der Rotnackentrogon (Harpactes kasumba), Syn. Trogon Kasumba, ist eine Vogelart aus der Familie der Trogone (Trogonidae).
Der Vogel kommt in Brunei, Indonesien, Malaysia und Thailand vor.
Der Lebensraum umfasst tropische oder subtropische feuchte Tiefland-Wälder, bevorzugt Primärwald, aber auch Sekundärwald, immergrüne Wälder und Ausläufern bis zu 600 m Höhe; sowie Torfmoorwälder, Bergwald bis 1220 m, sogar Kakaoplantagen.
Der Artzusatz kommt aus der Malaiischen Sprache „Burong kesumba“ für einen Trogon, „kesumba“ bedeutet „Rot“.

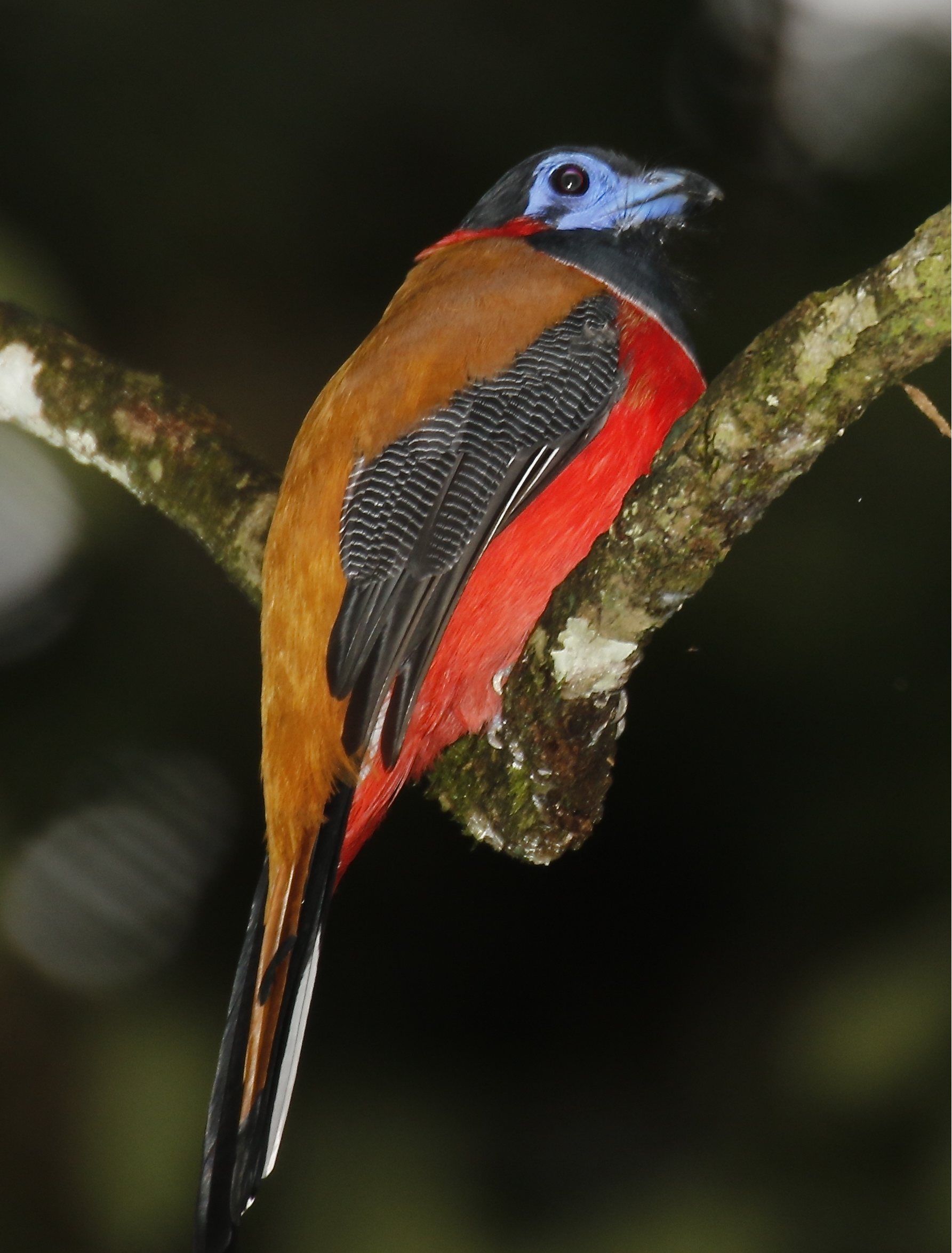
Borneo Rainforest Lodge - Danum Valley, Sabah, Borneo - Malaysia

## Merkmale
Die Art ist 32–34 cm groß und wiegt etwa 72 g. Das Männchen ist schwarz an Stirn, Kopf, Kehle und Oberbrust, Schnabel, breiter Augenring und ein kleiner unbefiederter Fleck hinter dem Auge sind kobaltblau, der Schnabel hat eine schwarze Spitze, der Schnabelwinkel reicht bis fast hinter das Auge und ist korrespondierend purpurblau gefärbt. Der Nacken wird durch ein kurzes rotes Band abgesetzt von der gelblichbraunen bis ockerfarbenen Oberseite. Der Bürzel ist rotbraun, auch die Schwanzoberseite ist gelblichbraun mit schwarzen Rändern. Die Flügeldecken sind schwarz und dünn weiß marmoriert, die Flugfedern tragen weiße Ränder. Die mittleren Steuerfedern sind rotbraun mit schwarzer Terminalbinde, die äußeren sind an der Basis schwarz, ansonsten weiß und tragen zwei schwarze Punkte. Durch die Brust zieht sich ein weißes Brustband, die Unterseite ist leuchtend rot, die Schwanzunterseite weiß auf schwarz gemustert. Das Weibchen ist gräulichbraun an Kopf und Oberbrust, die Oberseite ist kastanienbraun, die Flügeldecken sind dunkelbraun gelblich marmoriert, das Brustband ist undeutlich gelbbraun bis weißlich, die Unterseite gelbbraun bis gelb. Die Iris ist dunkelbraun, die Beine sind blaugrau.
Jungvögel sehen wie Weibchen aus, Brust und Bauch sind bräunlichgelb mit weißen Flecken, bei den Männchen zeigen sich erste schwarze Flecken am Hals und etwas Rot am Bauch.

## Geografische Variation
Es werden folgende Unterarten anerkannt:
- H. k. kasumba (Raffles, 1822), Nominatform, – äußerster Süden Thailands, Malaysia und Sumatra
- H. k. impavidus (Chasen & Kloss, 1931)[7] – Borneo, etwas kleiner und kurzflügeliger, das Weibchen grauer am Hals[5]

## Stimme
Der Gesang wird als Folge von 3 bis 6 gedämpften, aber ziemlich harschen „kau, kau, kau, kau“-Lauten von gleicher Tonhöhe beschrieben, etwas tiefer und langsamer als beim Diardtrogon (Harpactes diardii), der in gleichen Verbreitungsgebiet vorkommt. Ein abfallendes und leiser werdendes „pew-pew-pew-pew“ ist auch zu hören. Das Weibchen lässt ein leises Surren vernehmen.

## Lebensweise
Die Art ist ein Standvogel, standorttreu und monogam.
Die Nahrung besteht hauptsächlich aus Insekten, oft Gespenstschrecken, die meist von einem Ansitz aus gejagt werden, gerne ist der Vogel auch mit Gemischten Jagdgemeinschaften unterwegs. Hinzu kommen kleine Echsen, Früchte und Pflanzensamen.
Die Brutzeit dürfte im Juni und Juli liegen. Ein Nest in gut 1 m Höhe in einem Baumstumpf wurde beschrieben. Das Gelege besteht aus 2 Eiern, die über 16 bis 19 Tage ausgebrütet werden.

## Gefährdungssituation
Der Bestand gilt als „potentiell gefährdet“ (Near Threatened) aufgrund von Habitatverlust.